# 24 Horas de Le Mans de 2024
A 92ª edição das 24 Horas de Le Mans (em francês:  92e 24 Heures du Mans) foi uma prova de resistência automobilística que aconteceu nos dias 15 e 16 de junho de 2024 no Circuito de la Sarthe, em Le Mans, na França. Foi a 92ª edição das 24 Horas organizada pelo Automobile Club de l'Ouest.
A equipe Ferrari AF Corse obteve sua 2º vitória geral consecutiva, desta vez com o trio de pilotos Antonio Fuoco, Miguel Molina e Nicklas Nielsen com o protótipo LMH Ferrari 499P. 

## Retrospectiva
As 24 Horas de Le Mans de 2024 foram a 92ª edição da corrida de 24 horas organizada pelo Automobile Club de l'Ouest. A classe LM GTE Am de 2023 foi substituída pela categoria de carros de Gran Turismo LMGT3 para a edição de 2024. Embora os carros LMP2 não estejam habilitados a participar do Campeonato Mundial de Endurance da FIA de 2024, o Automobile Club de l'Ouest alocou no grid de corrida um mínimo de 15 vagas para esses carros . Vários fabricantes inéditos e alguns em retorno esperavam colocar carros nessa edição de 2024, incluindo Alpine , Ford , BMW  e McLaren . Os modelos LMGT3 que não pretendem competir em todas as provas do FIA WEC de 2024 não foram autorizados a participar dessa edição.

## Participantes
Além da admissão automática na prova de todos os inscritos no campeonato da temporada 2024 do WEC, foram dados convites automáticos aos vencedores dos campeonatos da European Le Mans Series (ELMS) das classes LMP2 e LMGTE e da Asian Le Mans Series (ALMS) e da Copa de Bronze do campeonato GT World Challenge Europe (GTWCE) em um campeonato combinado de Endurance e Sprint. Também os segundos colocados da LMP2 pela ELMS também ganharam um convite. Três equipes do campeonato da IMSA receberam convites, uma da classe GTP (compatível com a categoria Hypercar), a partir de critérios da organizadora IMSA, e um convite cada para cada equipe que recebeu os prêmios Jim Trueman e Bob Akin.
Além das 62 inscrições as quais receberam convites para a corrida, sete inscrições são colocadas em uma lista reserva para potencialmente substituir quaisquer convites que não foram aceitos ou retirados. As inscrições de reserva são ordenadas com o primeiro reserva substituindo a primeira desistência da corrida, independentemente da classe de qualquer inscrição. 
A lista completa de pilotos inscritos para prova pode ser visualizada no documento oficial de inscritos disponibilizado pela Automobile Club de l'Ouest. 

## Corrida

### Classificação final

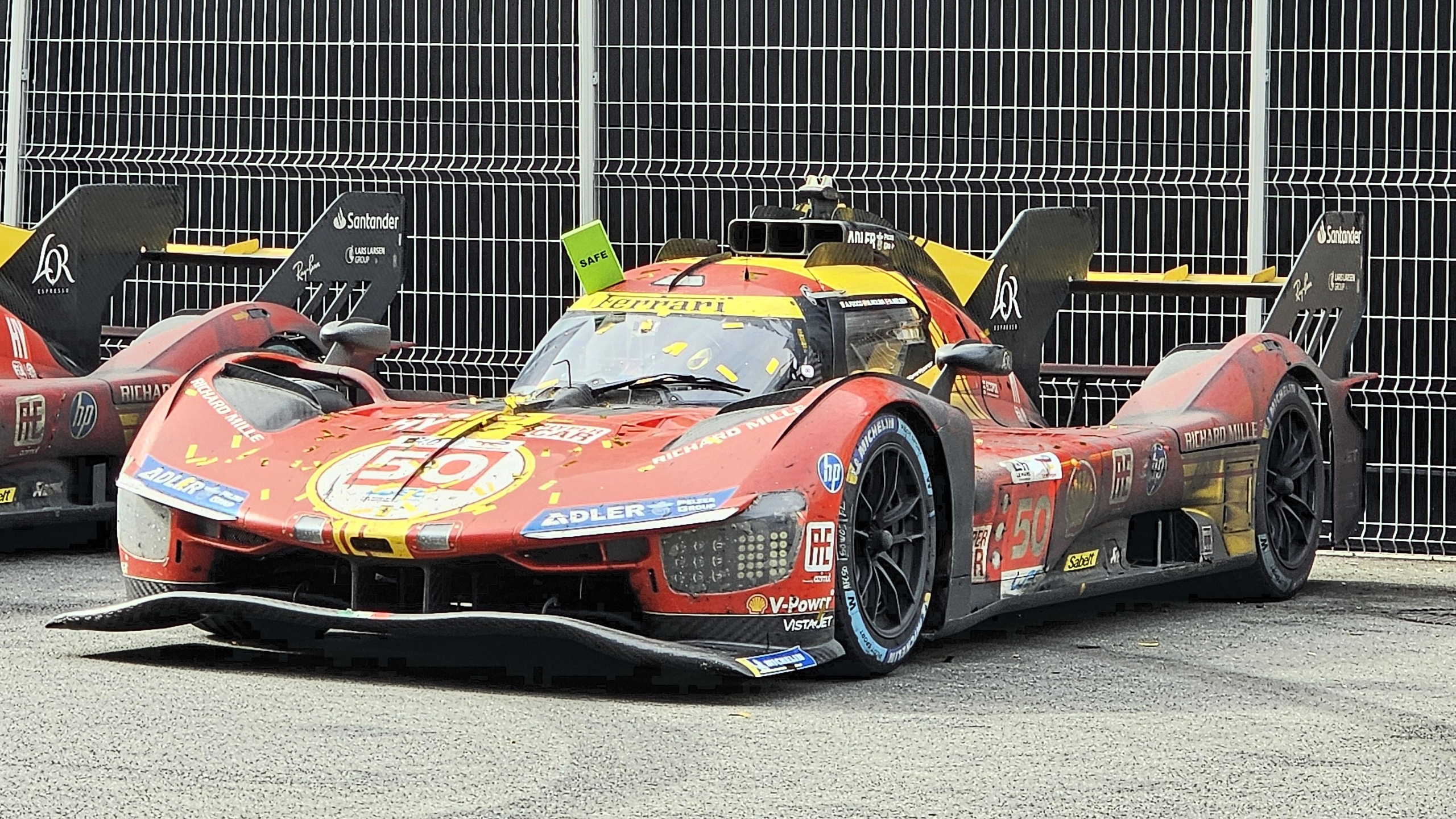
Ferrari 499P #50 vencedora de Le Mans

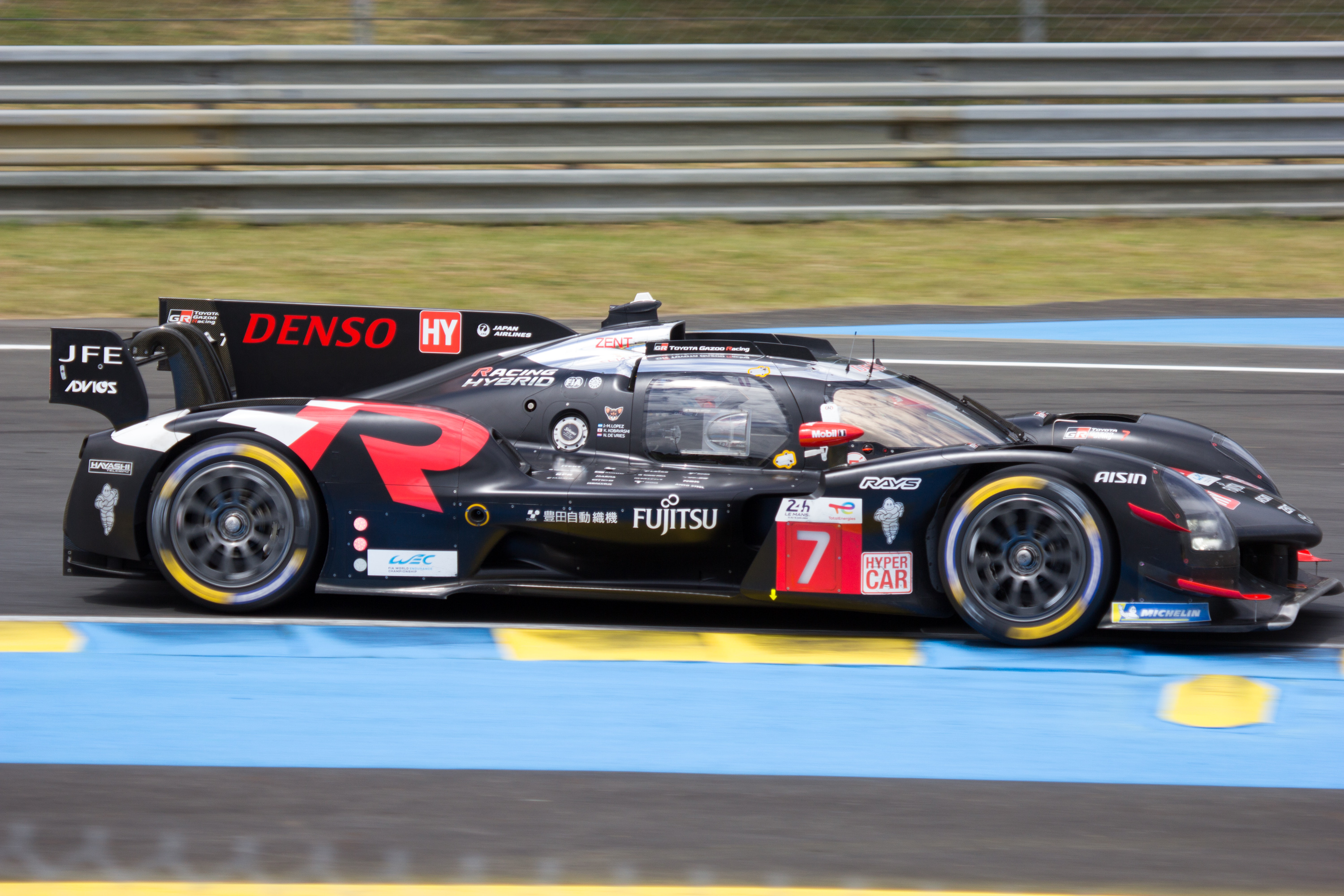
Toyota GR010 Hybrid #7

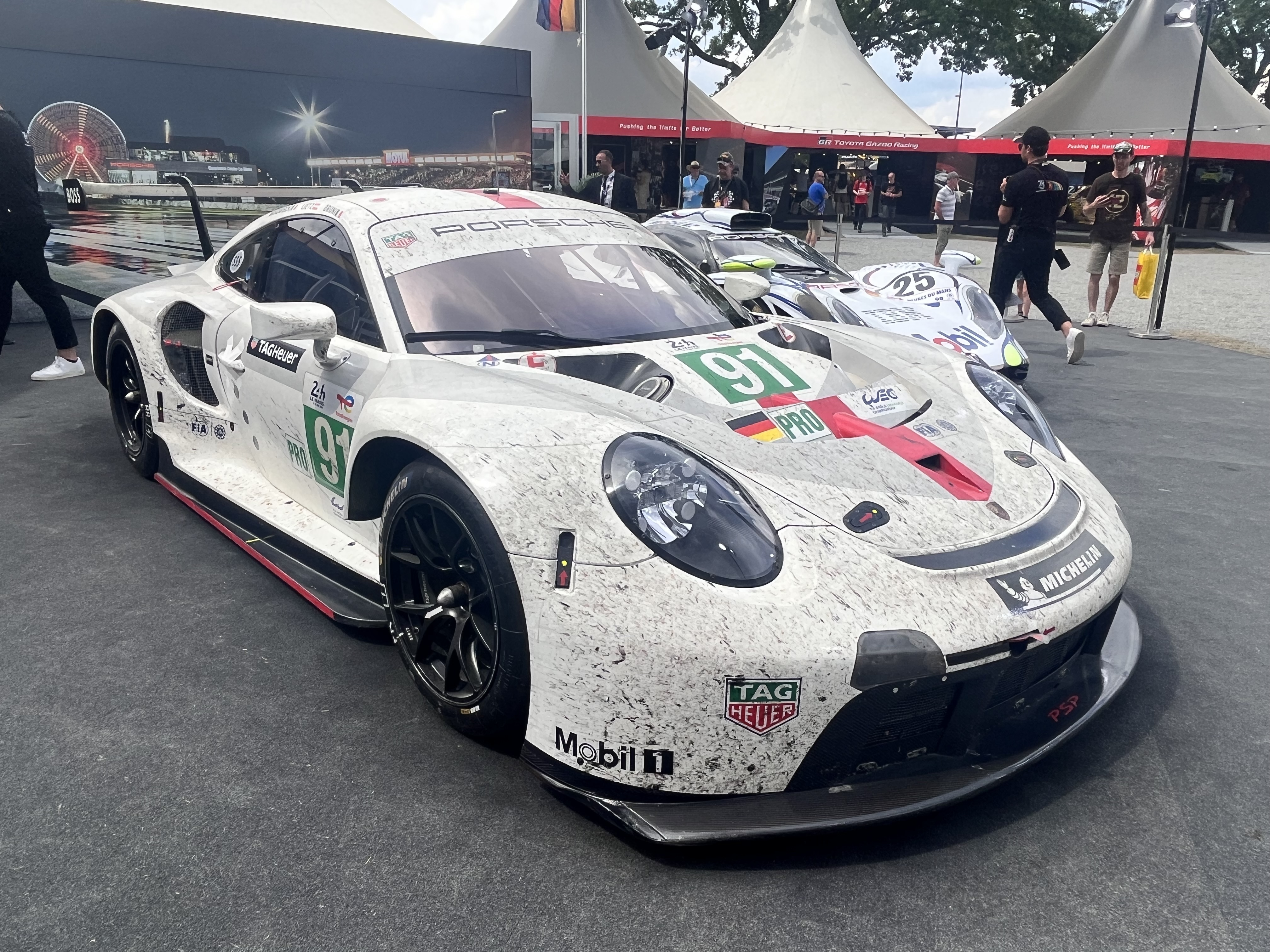
Porsche 911 GT3 R (992) #91 vencedor da categoria LMGT3

Os vencedores da classe são indicados em negrito e com ‡.
| Posição           | Classe        | N°  | Equipe                    | Pilotos                                               | Chassis                          | Pneus | Voltas | Tempo                  |
| Posição           | Classe        | N°  | Equipe                    | Pilotos                                               | Motor                            | Pneus | Voltas | Tempo                  |
| ----------------- | ------------- | --- | ------------------------- | ----------------------------------------------------- | -------------------------------- | ----- | ------ | ---------------------- |
| 1                 | Hypercar      | 50  | Ferrari AF Corse          | Antonio Fuoco Miguel Molina Nicklas Nielsen           | Ferrari 499P                     | M     | 311    | 24:01:55.856‡          |
| 1                 | Hypercar      | 50  | Ferrari AF Corse          | Antonio Fuoco Miguel Molina Nicklas Nielsen           | Ferrari F163 3.0 L Turbo V6      | M     | 311    | 24:01:55.856‡          |
| 2                 | Hypercar      | 7   | Toyota Gazoo Racing       | Kamui Kobayashi José María López Nyck de Vries        | Toyota GR010 Hybrid              | M     | 311    | +14.221                |
| 2                 | Hypercar      | 7   | Toyota Gazoo Racing       | Kamui Kobayashi José María López Nyck de Vries        | Toyota 3.5 L Turbo V6            | M     | 311    | +14.221                |
| 3                 | Hypercar      | 51  | Ferrari AF Corse          | James Calado Antonio Giovinazzi Alessandro Pier Guidi | Ferrari 499P                     | M     | 311    | +36.730                |
| 3                 | Hypercar      | 51  | Ferrari AF Corse          | James Calado Antonio Giovinazzi Alessandro Pier Guidi | Ferrari F163 3.0 L Turbo V6      | M     | 311    | +36.730                |
| 4                 | Hypercar      | 6   | Porsche Penske Motorsport | Kévin Estre André Lotterer Laurens Vanthoor           | Porsche 963                      | M     | 311    | +37.897                |
| 4                 | Hypercar      | 6   | Porsche Penske Motorsport | Kévin Estre André Lotterer Laurens Vanthoor           | Porsche 9RD 4.6 L Turbo V8       | M     | 311    | +37.897                |
| 5                 | Hypercar      | 8   | Toyota Gazoo Racing       | Sébastien Buemi Brendon Hartley Ryo Hirakawa          | Toyota GR010 Hybrid              | M     | 311    | +1:02.824              |
| 5                 | Hypercar      | 8   | Toyota Gazoo Racing       | Sébastien Buemi Brendon Hartley Ryo Hirakawa          | Toyota 3.5 L Turbo V6            | M     | 311    | +1:02.824              |
| 6                 | Hypercar      | 5   | Porsche Penske Motorsport | Matt Campbell Michael Christensen Frédéric Makowiecki | Porsche 963                      | M     | 311    | +1:45.654              |
| 6                 | Hypercar      | 5   | Porsche Penske Motorsport | Matt Campbell Michael Christensen Frédéric Makowiecki | Porsche 9RD 4.6 L Turbo V8       | M     | 311    | +1:45.654              |
| 7                 | Hypercar      | 2   | Cadillac Racing           | Earl Bamber Alex Lynn Álex Palou                      | Cadillac V-Series.R              | M     | 311    | +2:34.468              |
| 7                 | Hypercar      | 2   | Cadillac Racing           | Earl Bamber Alex Lynn Álex Palou                      | Cadillac LMC55R 5.5 L V8         | M     | 311    | +2:34.468              |
| 8                 | Hypercar      | 12  | Hertz Team Jota           | Callum Ilott Norman Nato Will Stevens                 | Porsche 963                      | M     | 311    | +3:02.691              |
| 8                 | Hypercar      | 12  | Hertz Team Jota           | Callum Ilott Norman Nato Will Stevens                 | Porsche 9RD 4.6 L Turbo V8       | M     | 311    | +3:02.691              |
| 9                 | Hypercar      | 38  | Hertz Team Jota           | Jenson Button Phil Hanson Oliver Rasmussen            | Porsche 963                      | M     | 311    | +3:36.756              |
| 9                 | Hypercar      | 38  | Hertz Team Jota           | Jenson Button Phil Hanson Oliver Rasmussen            | Porsche 9RD 4.6 L Turbo V8       | M     | 311    | +3:36.756              |
| 10                | Hypercar      | 63  | Lamborghini Iron Lynx     | Mirko Bortolotti Daniil Kvyat Edoardo Mortara         | Lamborghini SC63                 | M     | 309    | +2 voltas              |
| 10                | Hypercar      | 63  | Lamborghini Iron Lynx     | Mirko Bortolotti Daniil Kvyat Edoardo Mortara         | Lamborghini 3.8 L Turbo V8       | M     | 309    | +2 voltas              |
| 11                | Hypercar      | 94  | Peugeot TotalEnergies     | Paul di Resta Loïc Duval Stoffel Vandoorne            | Peugeot 9X8                      | M     | 309    | +2 voltas              |
| 11                | Hypercar      | 94  | Peugeot TotalEnergies     | Paul di Resta Loïc Duval Stoffel Vandoorne            | Peugeot X6H 2.6 L Turbo V6       | M     | 309    | +2 voltas              |
| 12                | Hypercar      | 93  | Peugeot TotalEnergies     | Mikkel Jensen Nico Müller Jean-Éric Vergne            | Peugeot 9X8                      | M     | 309    | +2 voltas              |
| 12                | Hypercar      | 93  | Peugeot TotalEnergies     | Mikkel Jensen Nico Müller Jean-Éric Vergne            | Peugeot X6H 2.6 L Turbo V6       | M     | 309    | +2 voltas              |
| 13                | Hypercar      | 19  | Lamborghini Iron Lynx     | Matteo Cairoli Andrea Caldarelli Romain Grosjean      | Lamborghini SC63                 | M     | 309    | +2 voltas              |
| 13                | Hypercar      | 19  | Lamborghini Iron Lynx     | Matteo Cairoli Andrea Caldarelli Romain Grosjean      | Lamborghini 3.8 L Turbo V8       | M     | 309    | +2 voltas              |
| 14                | Hypercar      | 11  | Isotta Fraschini          | Carl Bennett Antonio Serravalle Jean-Karl Vernay      | Isotta Fraschini Tipo 6-C        | M     | 302    | +9 voltas              |
| 14                | Hypercar      | 11  | Isotta Fraschini          | Carl Bennett Antonio Serravalle Jean-Karl Vernay      | Isotta Fraschini 3.0 L Turbo V6  | M     | 302    | +9 voltas              |
| 15                | LMP2          | 22  | United Autosports         | Bijoy Garg Oliver Jarvis Nolan Siegel                 | Oreca 07                         | G     | 297    | +14 voltas‡            |
| 15                | LMP2          | 22  | United Autosports         | Bijoy Garg Oliver Jarvis Nolan Siegel                 | Gibson GK428 V8                  | G     | 297    | +14 voltas‡            |
| 16                | LMP2          | 34  | Inter Europol Competition | Vladislav Lomko Clément Novalak Jakub Śmiechowski     | Oreca 07                         | G     | 297    | +14 voltas             |
| 16                | LMP2          | 34  | Inter Europol Competition | Vladislav Lomko Clément Novalak Jakub Śmiechowski     | Gibson GK428 V8                  | G     | 297    | +14 voltas             |
| 17                | LMP2          | 28  | IDEC Sport                | Reshad de Gerus Paul Lafargue Job van Uitert          | Oreca 07                         | G     | 297    | +14 voltas             |
| 17                | LMP2          | 28  | IDEC Sport                | Reshad de Gerus Paul Lafargue Job van Uitert          | Gibson GK428 V8                  | G     | 297    | +14 voltas             |
| 18                | LMP2 (Pro-Am) | 183 | AF Corse                  | Ben Barnicoat François Perrodo Nicolás Varrone        | Oreca 07                         | G     | 297    | +14 voltas‡            |
| 18                | LMP2 (Pro-Am) | 183 | AF Corse                  | Ben Barnicoat François Perrodo Nicolás Varrone        | Gibson GK428 V8                  | G     | 297    | +14 voltas‡            |
| 19                | LMP2          | 10  | Vector Sport              | Ryan Cullen Patrick Pilet Stéphane Richelmi           | Oreca 07                         | G     | 297    | +14 voltas             |
| 19                | LMP2          | 10  | Vector Sport              | Ryan Cullen Patrick Pilet Stéphane Richelmi           | Gibson GK428 V8                  | G     | 297    | +14 voltas             |
| 20                | LMP2 (Pro-Am) | 14  | AO by TF                  | Louis Delétraz P. J. Hyett Alex Quinn                 | Oreca 07                         | G     | 295    | +16 voltas             |
| 20                | LMP2 (Pro-Am) | 14  | AO by TF                  | Louis Delétraz P. J. Hyett Alex Quinn                 | Gibson GK428 V8                  | G     | 295    | +16 voltas             |
| 21                | LMP2 (Pro-Am) | 33  | DKR Engineering           | René Binder Laurents Hörr Alexander Mattschull        | Oreca 07                         | G     | 295    | +16 voltas             |
| 21                | LMP2 (Pro-Am) | 33  | DKR Engineering           | René Binder Laurents Hörr Alexander Mattschull        | Gibson GK428 V8                  | G     | 295    | +16 voltas             |
| 22                | LMP2          | 25  | Algarve Pro Racing        | Olli Caldwell Roman De Angelis Matthias Kaiser        | Oreca 07                         | G     | 294    | +17 voltas             |
| 22                | LMP2          | 25  | Algarve Pro Racing        | Olli Caldwell Roman De Angelis Matthias Kaiser        | Gibson GK428 V8                  | G     | 294    | +17 voltas             |
| 23                | LMP2 (Pro-Am) | 65  | Panis Racing              | Mathias Beche Scott Huffaker Rodrigo Sales            | Oreca 07                         | G     | 293    | +18 voltas             |
| 23                | LMP2 (Pro-Am) | 65  | Panis Racing              | Mathias Beche Scott Huffaker Rodrigo Sales            | Gibson GK428 V8                  | G     | 293    | +18 voltas             |
| 24                | LMP2 (Pro-Am) | 47  | Cool Racing               | Matt Bell Naveen Rao Frederik Vesti                   | Oreca 07                         | G     | 291    | +20 voltas             |
| 24                | LMP2 (Pro-Am) | 47  | Cool Racing               | Matt Bell Naveen Rao Frederik Vesti                   | Gibson GK428 V8                  | G     | 291    | +20 voltas             |
| 25                | LMP2          | 24  | Nielsen Racing            | David Heinemeier Hansson Fabio Scherer Kyffin Simpson | Oreca 07                         | G     | 291    | +20 voltas             |
| 25                | LMP2          | 24  | Nielsen Racing            | David Heinemeier Hansson Fabio Scherer Kyffin Simpson | Gibson GK428 V8                  | G     | 291    | +20 voltas             |
| 26                | LMP2          | 37  | Cool Racing               | Lorenzo Fluxá Malthe Jakobsen Ritomo Miyata           | Oreca 07                         | G     | 289    | +22 voltas             |
| 26                | LMP2          | 37  | Cool Racing               | Lorenzo Fluxá Malthe Jakobsen Ritomo Miyata           | Gibson GK428 V8                  | G     | 289    | +22 voltas             |
| 27                | LMGT3         | 91  | Manthey EMA               | Richard Lietz Morris Schuring Yasser Shahin           | Porsche 911 GT3 R (992)          | G     | 281    | +30 voltas‡            |
| 27                | LMGT3         | 91  | Manthey EMA               | Richard Lietz Morris Schuring Yasser Shahin           | Porsche M97/80 4.2 L Flat-6      | G     | 281    | +30 voltas‡            |
| 28                | LMGT3         | 31  | Team WRT                  | Augusto Farfus Sean Gelael Darren Leung               | BMW M4 GT3                       | G     | 280    | +31 voltas             |
| 28                | LMGT3         | 31  | Team WRT                  | Augusto Farfus Sean Gelael Darren Leung               | BMW P58 3.0 L Turbo I6           | G     | 280    | +31 voltas             |
| 29                | Hypercar      | 311 | Whelen Cadillac Racing    | Jack Aitken Pipo Derani Felipe Drugovich              | Cadillac V-Series.R              | M     | 280    | +31 voltas             |
| 29                | Hypercar      | 311 | Whelen Cadillac Racing    | Jack Aitken Pipo Derani Felipe Drugovich              | Cadillac LMC55R 5.5 L V8         | M     | 280    | +31 voltas             |
| 30                | LMGT3         | 88  | Proton Competition        | Dennis Olsen Mikkel O. Pedersen Giorgio Roda          | Ford Mustang GT3                 | G     | 280    | +31 voltas             |
| 30                | LMGT3         | 88  | Proton Competition        | Dennis Olsen Mikkel O. Pedersen Giorgio Roda          | Ford Coyote 5.4 L V8             | G     | 280    | +31 voltas             |
| 31                | LMGT3         | 44  | Proton Competition        | John Hartshorne Christopher Mies Ben Tuck             | Ford Mustang GT3                 | G     | 280    | +31 voltas             |
| 31                | LMGT3         | 44  | Proton Competition        | John Hartshorne Christopher Mies Ben Tuck             | Ford Coyote 5.4 L V8             | G     | 280    | +31 voltas             |
| 32                | LMGT3         | 85  | Iron Dames                | Sarah Bovy Rahel Frey Michelle Gatting                | Lamborghini Huracán GT3 Evo 2    | G     | 279    | +32 voltas             |
| 32                | LMGT3         | 85  | Iron Dames                | Sarah Bovy Rahel Frey Michelle Gatting                | Lamborghini DGF 5.2 L V10        | G     | 279    | +32 voltas             |
| 33                | LMGT3         | 55  | Vista AF Corse            | François Heriau Simon Mann Alessio Rovera             | Ferrari 296 GT3                  | G     | 279    | +32 voltas             |
| 33                | LMGT3         | 55  | Vista AF Corse            | François Heriau Simon Mann Alessio Rovera             | Ferrari F163CE 3.0 L Turbo V6    | G     | 279    | +32 voltas             |
| 34                | LMGT3         | 78  | Akkodis ASP Team          | Timur Boguslavskiy Arnold Robin Kelvin van der Linde  | Lexus RC F GT3                   | G     | 279    | +32 voltas             |
| 34                | LMGT3         | 78  | Akkodis ASP Team          | Timur Boguslavskiy Arnold Robin Kelvin van der Linde  | Lexus 2UR-GSE 5.0 L V8           | G     | 279    | +32 voltas             |
| 35                | LMGT3         | 155 | Spirit of Race            | Conrad Laursen Johnny Laursen Jordan Taylor           | Ferrari 296 GT3                  | G     | 279    | +32 voltas             |
| 35                | LMGT3         | 155 | Spirit of Race            | Conrad Laursen Johnny Laursen Jordan Taylor           | Ferrari F163CE 3.0 L Turbo V6    | G     | 279    | +32 voltas             |
| 36                | LMGT3         | 777 | D'station Racing          | Erwan Bastard Satoshi Hoshino Marco Sørensen          | Aston Martin Vantage AMR GT3 Evo | G     | 279    | +32 voltas             |
| 36                | LMGT3         | 777 | D'station Racing          | Erwan Bastard Satoshi Hoshino Marco Sørensen          | Aston Martin M177 4.0 L Turbo V8 | G     | 279    | +32 voltas             |
| 37                | LMGT3         | 87  | Akkodis ASP Team          | Jack Hawksworth Takeshi Kimura Esteban Masson         | Lexus RC F GT3                   | G     | 279    | +32 voltas             |
| 37                | LMGT3         | 87  | Akkodis ASP Team          | Jack Hawksworth Takeshi Kimura Esteban Masson         | Lexus 2UR-GSE 5.0 L V8           | G     | 279    | +32 voltas             |
| 38                | LMGT3         | 82  | TF Sport                  | Sébastien Baud Daniel Juncadella Hiroshi Koizumi      | Chevrolet Corvette Z06 GT3.R     | G     | 278    | +33 voltas             |
| 38                | LMGT3         | 82  | TF Sport                  | Sébastien Baud Daniel Juncadella Hiroshi Koizumi      | Chevrolet LT6.R 5.5 L V8         | G     | 278    | +33 voltas             |
| 39                | LMGT3         | 86  | GR Racing                 | Riccardo Pera Daniel Serra Michael Wainwright         | Ferrari 296 GT3                  | G     | 278    | +33 voltas             |
| 39                | LMGT3         | 86  | GR Racing                 | Riccardo Pera Daniel Serra Michael Wainwright         | Ferrari F163CE 3.0 L Turbo V6    | G     | 278    | +33 voltas             |
| 40                | LMGT3         | 70  | Inception Racing          | Brendan Iribe Ollie Millroy Frederik Schandorff       | McLaren 720S GT3 Evo             | G     | 275    | +36 voltas             |
| 40                | LMGT3         | 70  | Inception Racing          | Brendan Iribe Ollie Millroy Frederik Schandorff       | McLaren M840T 4.0 L Turbo V8     | G     | 275    | +36 voltas             |
| 41                | LMGT3         | 92  | Manthey PureRxcing        | Klaus Bachler Alex Malykhin Joel Sturm                | Porsche 911 GT3 R (992)          | G     | 273    | +38 voltas             |
| 41                | LMGT3         | 92  | Manthey PureRxcing        | Klaus Bachler Alex Malykhin Joel Sturm                | Porsche M97/80 4.2 L Flat-6      | G     | 273    | +38 voltas             |
| 42                | LMP2 (Pro-Am) | 23  | United Autosports USA     | Filipe Albuquerque Ben Hanley Ben Keating             | Oreca 07                         | G     | 272    | +39 voltas             |
| 42                | LMP2 (Pro-Am) | 23  | United Autosports USA     | Filipe Albuquerque Ben Hanley Ben Keating             | Gibson GK428 V8                  | G     | 272    | +39 voltas             |
| 43                | LMGT3         | 81  | TF Sport                  | Rui Andrade Charlie Eastwood Tom van Rompuy           | Chevrolet Corvette Z06 GT3.R     | G     | 267    | +44 voltas             |
| 43                | LMGT3         | 81  | TF Sport                  | Rui Andrade Charlie Eastwood Tom van Rompuy           | Chevrolet LT6.R 5.5 L V8         | G     | 267    | +44 voltas             |
| 44                | LMGT3         | 60  | Iron Lynx                 | Matteo Cressoni Franck Perera Claudio Schiavoni       | Lamborghini Huracán GT3 Evo 2    | G     | 258    | +53 voltas             |
| 44                | LMGT3         | 60  | Iron Lynx                 | Matteo Cressoni Franck Perera Claudio Schiavoni       | Lamborghini DGF 5.2 L V10        | G     | 258    | +53 voltas             |
| 45                | Hypercar      | 99  | Proton Competition        | Julien Andlauer Neel Jani Harry Tincknell             | Porsche 963                      | M     | 251    | +60 voltas             |
| 45                | Hypercar      | 99  | Proton Competition        | Julien Andlauer Neel Jani Harry Tincknell             | Porsche 9RD 4.6 L Turbo V8       | M     | 251    | +60 voltas             |
| 46                | LMGT3         | 77  | Proton Competition        | Ben Barker Ryan Hardwick Zacharie Robichon            | Ford Mustang GT3                 | G     | 227    | +84 voltas             |
| 46                | LMGT3         | 77  | Proton Competition        | Ben Barker Ryan Hardwick Zacharie Robichon            | Ford Coyote 5.4 L V8             | G     | 227    | +84 voltas             |
| DSQ               | Hypercar      | 20  | BMW M Team WRT            | Robin Frijns René Rast Sheldon van der Linde          | BMW M Hybrid V8                  | M     | 96     | Distância insuficiente |
| DSQ               | Hypercar      | 20  | BMW M Team WRT            | Robin Frijns René Rast Sheldon van der Linde          | BMW P66/3 4.0 L Turbo V8         | M     | 96     | Distância insuficiente |
| Ret               | Hypercar      | 83  | AF Corse                  | Robert Kubica Robert Shwartzman Yifei Ye              | Ferrari 499P                     | M     | 248    | Eletrônica             |
| Ret               | Hypercar      | 83  | AF Corse                  | Robert Kubica Robert Shwartzman Yifei Ye              | Ferrari F163 3.0 L Turbo V6      | M     | 248    | Eletrônica             |
| Ret               | Hypercar      | 3   | Cadillac Racing           | Sébastien Bourdais Scott Dixon Renger van der Zande   | Cadillac V-Series.R              | M     | 223    | Mecânico               |
| Ret               | Hypercar      | 3   | Cadillac Racing           | Sébastien Bourdais Scott Dixon Renger van der Zande   | Cadillac LMC55R 5.5 L V8         | M     | 223    | Mecânico               |
| Ret               | LMGT3         | 59  | United Autosports         | Nicolas Costa James Cottingham Grégoire Saucy         | McLaren 720S GT3 Evo             | G     | 220    | Retirado               |
| Ret               | LMGT3         | 59  | United Autosports         | Nicolas Costa James Cottingham Grégoire Saucy         | McLaren M840T 4.0 L Turbo V8     | G     | 220    | Retirado               |
| Ret               | LMGT3         | 95  | United Autosports         | Hiroshi Hamaguchi Nico Pino Marino Sato               | McLaren 720S GT3 Evo             | G     | 212    | Retirado               |
| Ret               | LMGT3         | 95  | United Autosports         | Hiroshi Hamaguchi Nico Pino Marino Sato               | McLaren M840T 4.0 L Turbo V8     | G     | 212    | Retirado               |
| Ret               | Hypercar      | 4   | Porsche Penske Motorsport | Mathieu Jaminet Felipe Nasr Nick Tandy                | Porsche 963                      | M     | 211    | Batida                 |
| Ret               | Hypercar      | 4   | Porsche Penske Motorsport | Mathieu Jaminet Felipe Nasr Nick Tandy                | Porsche 9RD 4.6 L Turbo V8       | M     | 211    | Batida                 |
| Ret               | LMGT3         | 27  | Heart of Racing Team      | Ian James Daniel Mancinelli Alex Riberas              | Aston Martin Vantage AMR GT3 Evo | G     | 196    | Batida                 |
| Ret               | LMGT3         | 27  | Heart of Racing Team      | Ian James Daniel Mancinelli Alex Riberas              | Aston Martin M177 4.0 L Turbo V8 | G     | 196    | Batida                 |
| Ret               | LMP2 (Pro-Am) | 45  | CrowdStrike Racing by APR | Colin Braun Nicky Catsburg George Kurtz               | Oreca 07                         | G     | 149    | Perda da roda          |
| Ret               | LMP2 (Pro-Am) | 45  | CrowdStrike Racing by APR | Colin Braun Nicky Catsburg George Kurtz               | Gibson GK428 V8                  | G     | 149    | Perda da roda          |
| Ret               | LMP2 (Pro-Am) | 30  | Duqueine Team             | James Allen John Falb Jean-Baptiste Simmenauer        | Oreca 07                         | G     | 112    | Motor                  |
| Ret               | LMP2 (Pro-Am) | 30  | Duqueine Team             | James Allen John Falb Jean-Baptiste Simmenauer        | Gibson GK428 V8                  | G     | 112    | Motor                  |
| Ret               | LMGT3         | 66  | JMW Motorsport            | Giacomo Petrobelli Larry ten Voorde Salih Yoluç       | Ferrari 296 GT3                  | G     | 112    | Bomba de combustível   |
| Ret               | LMGT3         | 66  | JMW Motorsport            | Giacomo Petrobelli Larry ten Voorde Salih Yoluç       | Ferrari F163CE 3.0 L Turbo V6    | G     | 112    | Bomba de combustível   |
| Ret               | LMGT3         | 46  | Team WRT                  | Ahmad Al Harthy Maxime Martin Valentino Rossi         | BMW M4 GT3                       | G     | 109    | Acidente               |
| Ret               | LMGT3         | 46  | Team WRT                  | Ahmad Al Harthy Maxime Martin Valentino Rossi         | BMW P58 3.0 L Turbo I6           | G     | 109    | Acidente               |
| Ret               | Hypercar      | 15  | BMW M Team WRT            | Raffaele Marciello Dries Vanthoor Marco Wittmann      | BMW M Hybrid V8                  | M     | 102    | Acidente               |
| Ret               | Hypercar      | 15  | BMW M Team WRT            | Raffaele Marciello Dries Vanthoor Marco Wittmann      | BMW P66/3 4.0 L Turbo V8         | M     | 102    | Acidente               |
| Ret               | Hypercar      | 36  | Alpine Endurance Team     | Nicolas Lapierre Mick Schumacher Matthieu Vaxivière   | Alpine A424                      | M     | 88     | Motor                  |
| Ret               | Hypercar      | 36  | Alpine Endurance Team     | Nicolas Lapierre Mick Schumacher Matthieu Vaxivière   | Alpine V634 3.4 L Turbo V6       | M     | 88     | Motor                  |
| Ret               | LMP2          | 9   | Proton Competition        | Macéo Capietto Jonas Ried Bent Viscaal                | Oreca 07                         | G     | 86     | Bateria                |
| Ret               | LMP2          | 9   | Proton Competition        | Macéo Capietto Jonas Ried Bent Viscaal                | Gibson GK428 V8                  | G     | 86     | Bateria                |
| Ret               | Hypercar      | 35  | Alpine Endurance Team     | Paul-Loup Chatin Ferdinand Habsburg Charles Milesi    | Alpine A424                      | M     | 75     | Motor                  |
| Ret               | Hypercar      | 35  | Alpine Endurance Team     | Paul-Loup Chatin Ferdinand Habsburg Charles Milesi    | Alpine V634 3.4 L Turbo V6       | M     | 75     | Motor                  |
| Ret               | LMGT3         | 54  | Vista AF Corse            | Francesco Castellacci Thomas Flohr Davide Rigon       | Ferrari 296 GT3                  | G     | 30     | Batida                 |
| Ret               | LMGT3         | 54  | Vista AF Corse            | Francesco Castellacci Thomas Flohr Davide Rigon       | Ferrari F163CE 3.0 L Turbo V6    | G     | 30     | Batida                 |
| Resultado oficial |               |     |                           |                                                       |                                  |       |        |                        |